# オットー・ランゲ
オットー・ランゲ（Otto Lange、1879年10月29日 - 1944年12月19日）はドイツの画家、版画家、イラストレーターである。表現主義のスタイルの画家でザクセンの工芸学校などで教えた。

## 略歴
ドレスデンで生まれた。装飾画家の徒弟として働いた後、ドレスデンの工芸学校で学び、ドレスデンの美術アカデミーに入学し、オットー・グスマン(Otto Gussmann: 1869-1926)に学んだ。1915年から1919年の間、ブロンベルク（現在のブィドゴシュチュ）の工芸学校で教えた後、1919年にドレスデンに移り、オットー・ディクス(1891-1969)やコンラート・フェリックスミューラー(Conrad Felixmüller: 1897-1977)らのドレスデン分離派( Dresdner Sezession) に加わった。1925年からザクセン州のプラウエンの繊維産業のための工芸学校(Staatliche Kunstschule für Textilindustrie Plauen)の教授を務めた。ザクセン、エレフェルト(Ellefeld)の教会の壁画も描いた。
ナチスが権力を握った1933年に教職から解雇された後はドレスデンで画家として働いた。1937年にランゲの作品は「退廃芸術」に指定され、公共の美術館から作品は没収され、その後破棄された。2点の作品が1938年のベルリンでの退廃芸術展で展示された。
1944年にドレスデンで没した。
多くの多色木版画も制作したが、色彩のニュアンスにこだわった作品は、版への着色を筆で行い、手で加圧して印刷する技法を用いた。

## 作品

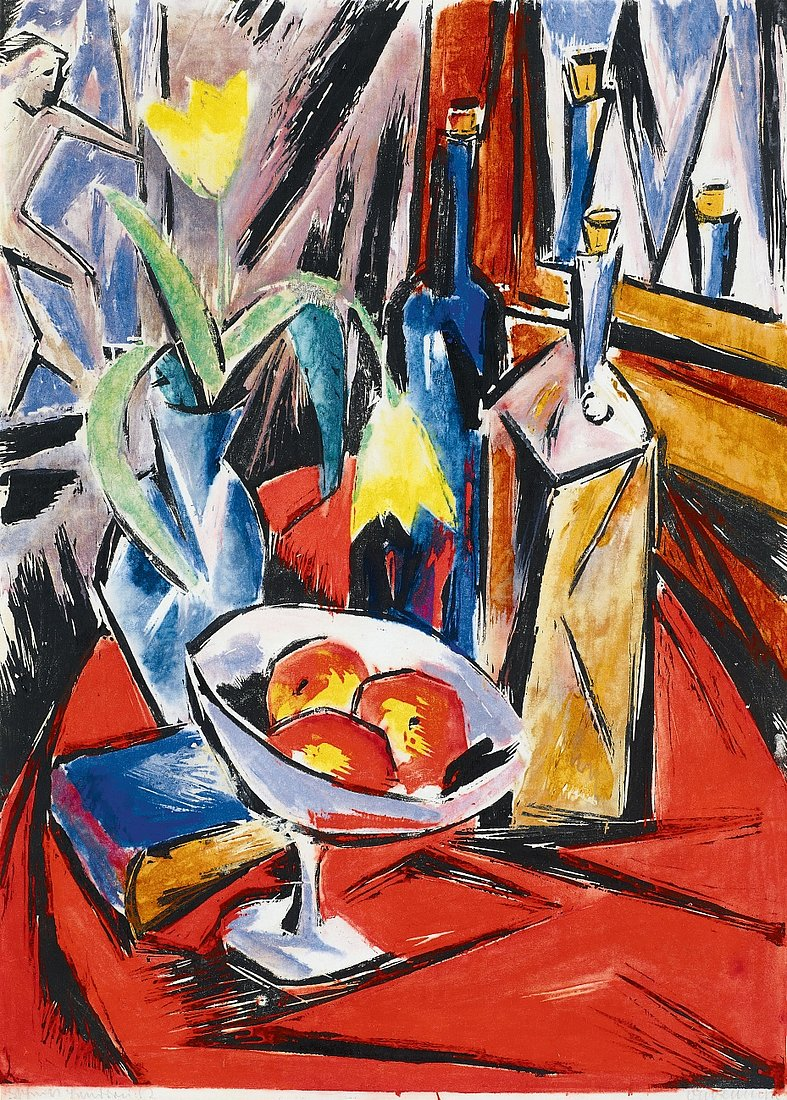
赤いテーブルクロスの上の静物 (1916)
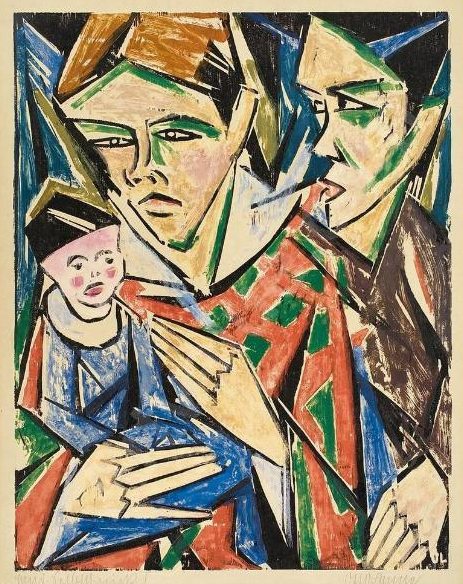
人形で遊ぶ少女 (1917)
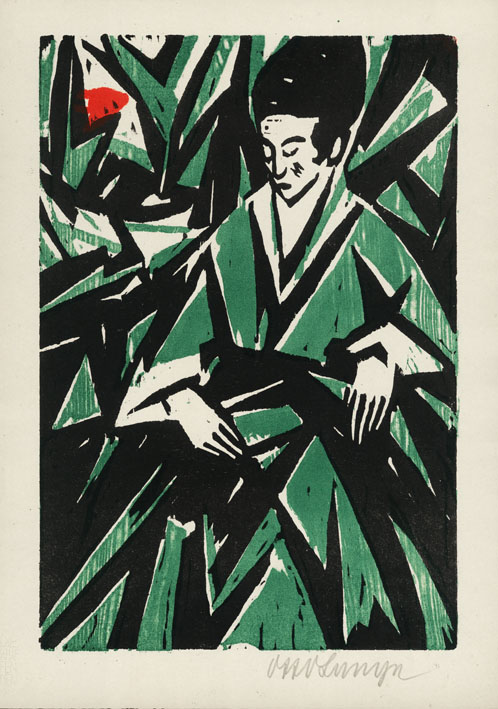
緑色の服の女性(1918)
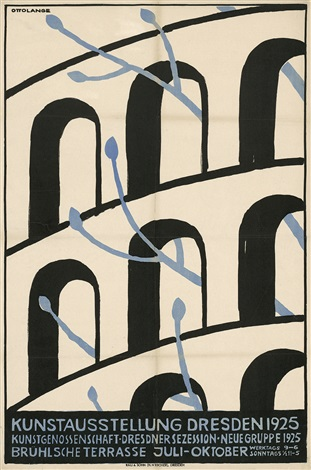
ドレスデン美術展ポスター(1925)